# Petar Brlek
Petar Brlek (Varaždin, 29 gennaio 1994) è un calciatore croato, centrocampista del Wieczysta Cracovia.

## Caratteristiche tecniche
Centrocampista tecnico e di qualità, è ambidestro e abile nei colpi di testa. Può giocare sia da centrale di centrocampo che da trequartista ed è più abile in fase offensiva che in quella difensiva.

## Carriera

### Club
Con la maglia dello Slaven Belupo fa il suo esordio nella massima serie croata nella stagione 2010-2011, nella quale gioca una partita il 21 maggio 2011 contro l'Osijek. L'anno seguente gioca invece cinque gare, mentre nella stagione 2012-2013 colleziona due presenze nei preliminari di Europa League (nei quali segna anche una rete) e ventidue presenze in campionato. Nel suo ultimo anno in patria, stagione 2015-2016, segna i suoi primi gol in carriera nella massima serie croata.
Nel 2016, dopo sei stagioni in Croazia, si trasferisce alla squadra polacca del Wisła Cracovia. Sono dieci le reti realizzate in Ekstraklasa, otto nella stagione 2016-2017 e due nelle prime cinque partite della stagione 2017-2018, prima del suo trasferimento.
Il 24 agosto 2017 passa a titolo definitivo alla squadra italiana del Genoa. Non trovando spazio nella formazione rossoblù, il 27 febbraio 2018 torna al Wisła Cracovia in prestito fino al termine della stagione.
Rientrato al Genoa, il 10 agosto 2018 viene ceduto in prestito al Lugano, club della prima divisione svizzera.
Il 30 luglio del 2019 viene preso in prestito con diritto di riscatto dall' Ascoli società di Serie B.
Terminato il prestito nella serie cadetta torna al Genoa, dove tuttavia resta ai margini della rosa, indi per cui il 15 gennaio 2021 viene ceduto all'Osijek, club con cui ha firmato un contratto di 3 anni e mezzo.

### Nazionale
Nel giugno del 2013 viene inserito nella lista dei convocati per il Mondiale Under-20, il 23 giugno fa il suo esordio nella manifestazione, nella partita vinta per 1-0 contro l'Uruguay. Il successivo 26 giugno gioca gli ultimi dieci minuti della partita pareggiata per 1-1 contro l'Uruguay, subentrando a partita in corso a Marko Livaja. Il 29 giugno gioca invece da titolare nella partita vinta per 2-1 contro la Nuova Zelanda. Il 2 luglio gioca da titolare nella partita persa per 2-0 contro il Cile negli ottavi di finale, che determina l'eliminazione della sua squadra dalla competizione.

## Statistiche

### Presenze e reti nei club
Statistiche aggiornate al 19 maggio 2021.
| Stagione              | Squadra               | Campionato            | Campionato | Campionato | Coppe nazionali | Coppe nazionali | Coppe nazionali | Coppe continentali | Coppe continentali | Coppe continentali | Altre coppe | Altre coppe | Altre coppe | Totale | Totale |
| Stagione              | Squadra               | Comp                  | Pres       | Reti       | Comp            | Pres            | Reti            | Comp               | Pres               | Reti               | Comp        | Pres        | Reti        | Pres   | Reti   |
| --------------------- | --------------------- | --------------------- | ---------- | ---------- | --------------- | --------------- | --------------- | ------------------ | ------------------ | ------------------ | ----------- | ----------- | ----------- | ------ | ------ |
| 2010-2011             | Slaven Belupo         | 1. HNL                | 1          | 0          | CC              | 0               | 0               | -                  | -                  | -                  | -           | -           | -           | 1      | 0      |
| 2011-2012             | Slaven Belupo         | 1. HNL                | 5          | 0          | CC              | 0               | 0               | -                  | -                  | -                  | -           | -           | -           | 5      | 0      |
| 2012-2013             | Slaven Belupo         | 1. HNL                | 22         | 0          | CC              | 0               | 0               | EL                 | 2                  | 1                  | -           | -           | -           | 24     | 1      |
| 2013-2014             | Slaven Belupo         | 1. HNL                | 32+2       | 3+0        | CC              | 5               | 0               | -                  | -                  | -                  | -           | -           | -           | 39     | 3      |
| 2014-2015             | Slaven Belupo         | 1. HNL                | 30         | 1          | CC              | 1               | 0               | -                  | -                  | -                  | -           | -           | -           | 31     | 1      |
| 2015-2016             | Slaven Belupo         | 1. HNL                | 22         | 0          | CC              | 2               | 2               | -                  | -                  | -                  | -           | -           | -           | 24     | 2      |
| Totale Slaven Belupo  | Totale Slaven Belupo  | Totale Slaven Belupo  | 112+2      | 4+0        |                 | 8               | 2               |                    | 2                  | 1                  |             | -           | -           | 124    | 7      |
| feb.-giu. 2016        | Wisła Cracovia        | EK                    | 7          | 0          | CP              | 0               | 0               | -                  | -                  | -                  | -           | -           | -           | 7      | 0      |
| 2016-2017             | Wisła Cracovia        | EK                    | 31         | 8          | CP              | 4               | 1               | -                  | -                  | -                  | -           | -           | -           | 35     | 9      |
| lug.-ago. 2017        | Wisła Cracovia        | EK                    | 5          | 2          | CP              | 1               | 0               | -                  | -                  | -                  | -           | -           | -           | 6      | 2      |
| 2017-gen. 2018        | Genoa                 | A                     | 5          | 0          | CI              | 2               | 0               | -                  | -                  | -                  | -           | -           | -           | 7      | 0      |
| gen.-giu. 2018        | Wisła Cracovia        | EK                    | 7          | 0          | -               | -               | -               | -                  | -                  | -                  | -           | -           | -           | 7      | 0      |
| Totale Wisła Cracovia | Totale Wisła Cracovia | Totale Wisła Cracovia | 50         | 10         |                 | 5               | 1               |                    | -                  | -                  |             | -           | -           | 55     | 11     |
| 2018-2019             | Lugano                | SL                    | 25         | 2          | CS              | 3               | 0               | -                  | -                  | -                  | -           | -           | -           | 28     | 2      |
| 2019-2020             | Ascoli                | B                     | 32         | 0          | CI              | 2               | 0               | -                  | -                  | -                  | -           | -           | -           | 34     | 0      |
| 2020-gen. 2021        | Genoa                 | A                     | 0          | 0          | CI              | 0               | 0               | -                  | -                  | -                  | -           | -           | -           | 0      | 0      |
| 2020-gen. 2021        | Osijek                | Prva liga             | 6          | 1          | -               | -               | -               | -                  | -                  | -                  | -           | -           | -           | 6      | 1      |
| Totale carriera       | Totale carriera       | Totale carriera       | 230+2      | 17         |                 | 20              | 3               |                    | 2                  | 1                  |             | -           | -           | 254    | 21     |